# Kamel Larbi
Kamel Larbi (* 20. Februar 1985 in Antibes) ist ein algerisch-französischer Fußballspieler.

## Vereinskarriere
Larbi begann seine Profikarriere beim Erstligisten OGC Nizza und kam in der Saison 2003/04 zu seinen ersten drei Profieinsätzen. Auch wenn er in der zweiten Saison bereits auf zwölf Einsätze kam, wurde er 2005 zum Zweitligisten FC Lorient ausgeliehen, konnte sich dort aber nicht als Stammspieler etablieren. 
Nach seiner Rückkehr zu Nizza wurde Larbi kaum noch eingesetzt und verließ den Klub 2008, um beim Schweizer Drittligisten CS Chênois zu spielen. 2009 kehrte er nach Frankreich zurück, wo er bei der viertklassigen US Sénart-Moissy unterschrieb. Nachdem er auch bei diesem Verein nicht den Durchbruch geschafft hatte, ging er zum ebenfalls viertklassigen FCA Aurillac. In der Winterpause der Saison 2011/12 unterschrieb er beim ES Uzès Pont du Gard. Dort wurde er zum Stammspieler und feierte 2012 darüber hinaus den Aufstieg in die dritte Liga, dem allerdings der direkte Wiederabstieg ein Jahr später folgte. Dieser wurde zwar aufgrund von Lizenzentzügen bei mehreren Vereinen hinfällig, doch Larbi entschied sich für einen Wechsel zum Ligakonkurrenten Étoile Fréjus-Saint-Raphaël. Dort nahm er einen Stammplatz ein, bis er im Sommer 2014 erstmals zu einem Verein außerhalb Frankreichs wechselte und beim algerischen Erstligisten MC Oran unterschrieb. Bei diesem nahm er anschließend einen Stammplatz ein und belegte mit der Mannschaft in der Spielzeit 2014/15 den dritten Tabellenrang. 2016 kehrte er nach Frankreich zurück und schloss sich einem Siebtligisten aus Cagnes-sur-Mer an. Seit 2018 spielt er für den Villefranche Saint-Jean Beaulieu FC in der National 3.

## Nationalmannschaft
Am 14. August 2006 wurde Larbi in einem inoffiziellen Spiel der algerischen Nationalmannschaft gegen den FC Istres eingesetzt. Sein offizielles Debüt feierte er am 15. November desselben Jahres bei einem 1:2 gegen Burkina Faso. Zu einem weiteren Einsatz kam er jedoch nicht mehr.